# Saint-Martin-d'Uriage
Saint-Martin-d'Uriage là một xã thuộc tỉnh Isère, vùng Rhône-Alpes, đông nam nước Pháp.